# Henicorhina negreti
Henicorhina negreti е вид птица от семейство Troglodytidae. Видът е критично застрашен от изчезване.

## Разпространение
Видът е разпространен в Колумбия.